# Goniochernes vachoni
Goniochernes vachoni är en spindeldjursart som beskrevs av Jacqueline Heurtault 1970. Goniochernes vachoni ingår i släktet Goniochernes och familjen blindklokrypare. Inga underarter finns listade i Catalogue of Life.